# Kawasaki ZZR 1400
Kawasaki ZX-14 Ninja або ZZR1400 (за межами Північної Америки), ZX-14R (із 2012) — мотоцикл виробництва японської компанії Kawasaki. Його представили в 2005 році на Tokyo Motor Show і випустили в 2006 модельному році як заміну для ZX-12R. ZZR1400 здатний прискорюватись від 0-60 миль/год за 2,5 секунди. Максимальна швидкість обмежена електронікою до 186 миль/год (299 км/год) в результаті угоди між найбільшими японськими та європейськими виробниками мотоциклів.
Мотоцикл показали в 10 Fifth Gear 30 жовтня 2006 року.
10 жовтня 2006 року мотоцикл тестували в США, де він показав наступні результати:
- 60 футів: 1,713 секунд
- 330 футів: 4,349 секунд
- 1/8 милі: 6,447 секунд, досягнувши 117,39 миль/год
- 1/4 милі: 9,783 секунд, досягнувши 147,04 миль/год

Журнал Motorrad проводив тест мотоцикла в Німеччині, де були досягнуті наступні результати:
- Максимальна швидкість 299 км/год (186 миль/год)
- 0-100 км/год 2,9 секунд / 40 м (130 футів)
- 0-200 км/год 7,6 секунд / 241 м (791 футів)
- 0-250 км/год 12,5 секунд / 548 м (1798 футів)
- 0-280 км/год 18,5 секунд / 991 м (3251 футів)

## Галерея

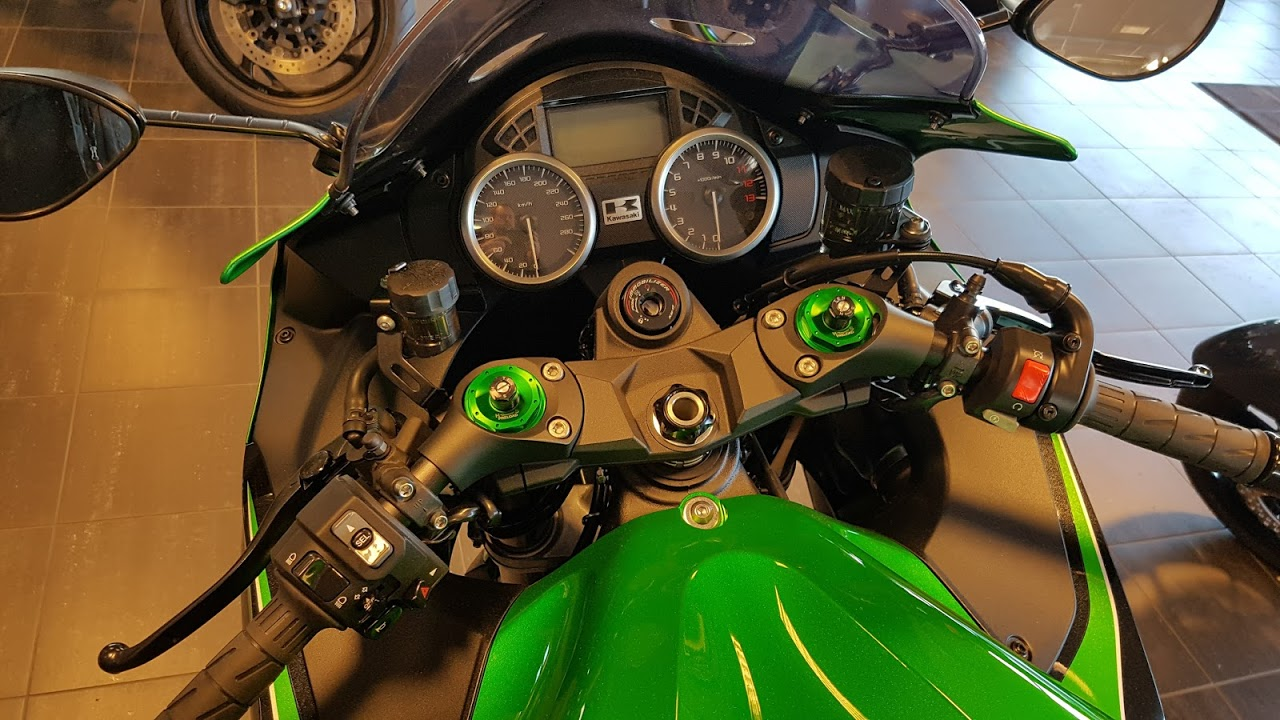
Панель приладів
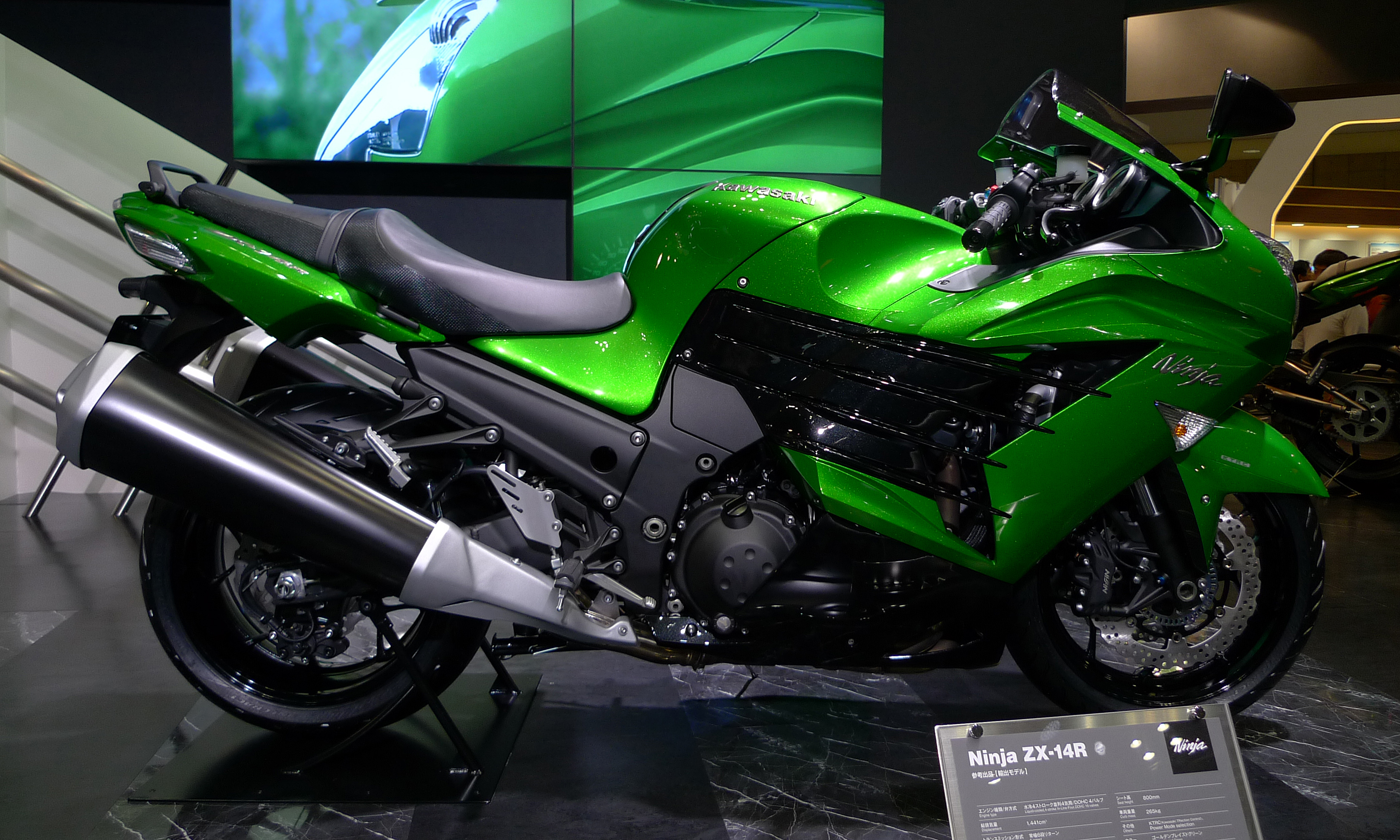
Ninja ZX-14R на Tokyo Motor Show у 2011
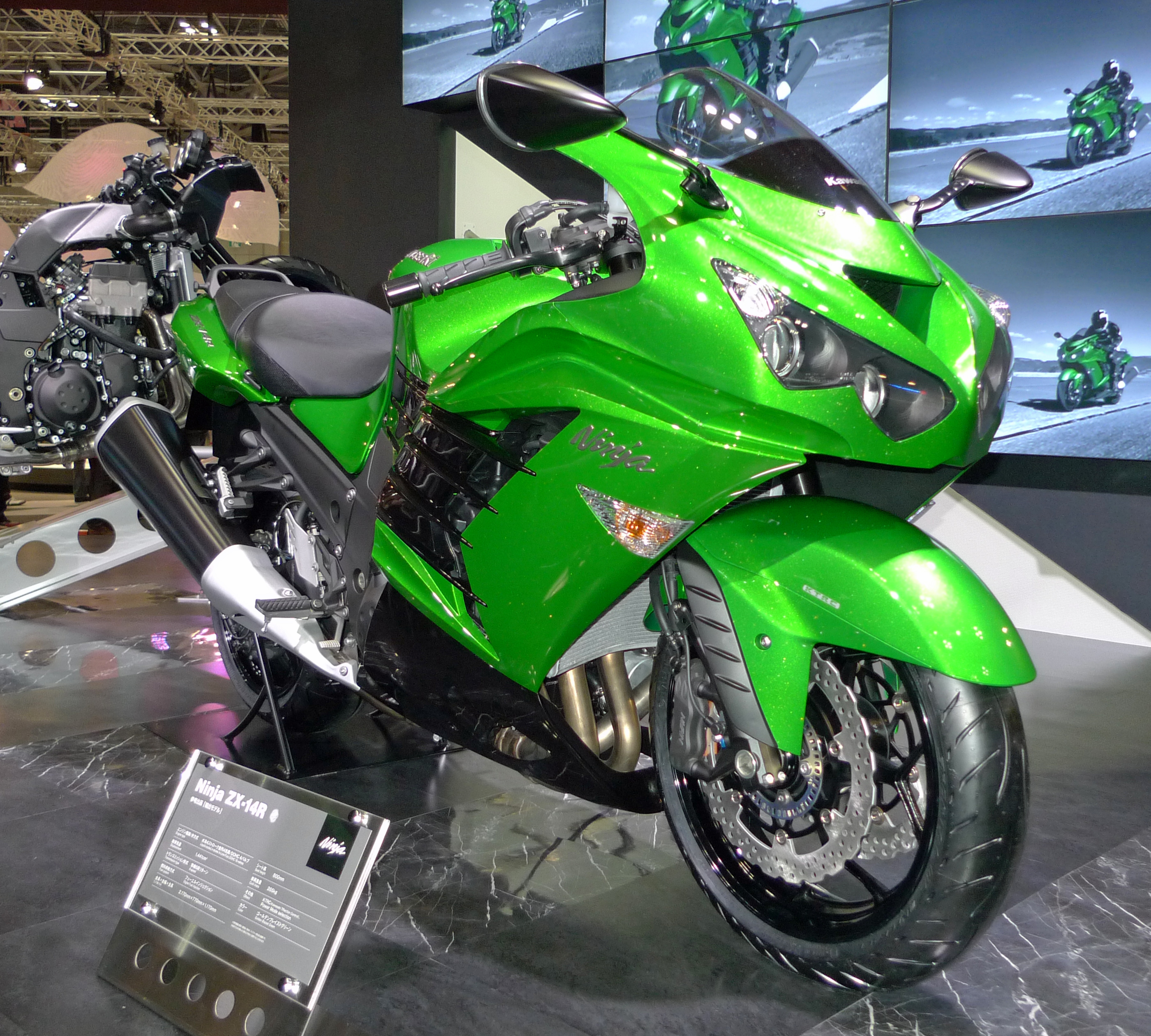
Ninja ZX-14R на Tokyo Motor Show у 2011
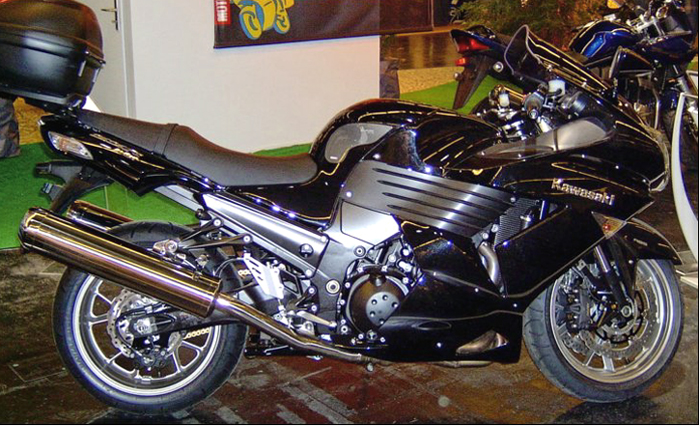
Чорний ZZR1400 із багажником
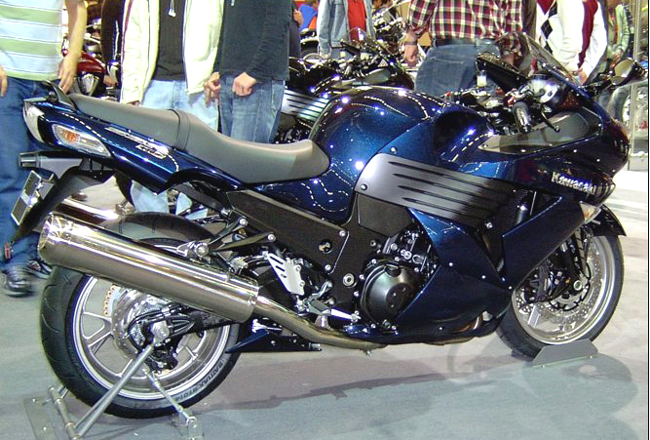
Синій ZZR1400